# Eragrostis desertorum
Eragrostis desertorum là một loài thực vật có hoa trong họ Hòa thảo. Loài này được Domin mô tả khoa học đầu tiên năm 1915.